# Баля, Станислав
Стани́слав Ба́ля (пол. Stanisław Bala, 10 ноября 1922 года, Польша — 9 сентября 2013 года, США) — польский кинооператор-документалист, фотограф, участник Варшавского восстания 1944 года. Автор многочисленных фотоснимков Варшавского восстания. Фрагменты его документалистики использованы в фильме «Варшавское восстание», который был выпущен в 2014 году.

## Биография
Закончил в Варшаве начальную школу, после чего обучался в гимназии имени Казимира Великого и математическо-философском лицее. Высшее образование закончил во время Вторая мировая войнаВторой мировой войны в подпольной Государственной Высшей школе машиностроения и электротехники имени Ипполита Вавельберга и Стианислва Ротванда, где получил диплом техника.
С февраля 1940 года был членом подпольной фотографической группе Армии Крайовой (псевдоним «Giza»). С февраля 1944 года был руководителем Фотографического Реферата, заменив на этой должности Вацлава Жджарского. Во время Варшавского восстания снимал фотографии и документальную хронику боёв в варшавского районе Воля, около церкви святого Креста и в районе электростанции на Повисле. После подавления восстания находился в заключении в концентрационных лагерях на территории Германии.
После войны поселился во Франции, затем — в Великобритании, где закончил техническое обучение и в первой половине 50-х годов эмигрировал в США.
Скончался 9 сентября 2013 года в США.